# Droga ekspresowa 12 (Izrael)
Droga ekspresowa 12 (hebr. כביש 12) – droga ekspresowa położona na pustyni Negew, na południu Izraela. Obiega ona góry Ejlatu od zachodu i północy, łącząc miasto Ejlat z drogą ekspresową nr 10 (Kerem Szalom-Owda), drogą ekspresową nr 40 (Kefar Sawa–Ketura) i portem lotniczym Owda.

## Historia
16 grudnia 2008 na drodze wydarzył się tragiczny wypadek autobusowy. Zginęło 24 rosyjskich turystów, a ponad 30 zostało rannych, gdy autokar którym jechali wpadł do wąwozu (ok. 13 metrów głębokości).

## Przebieg

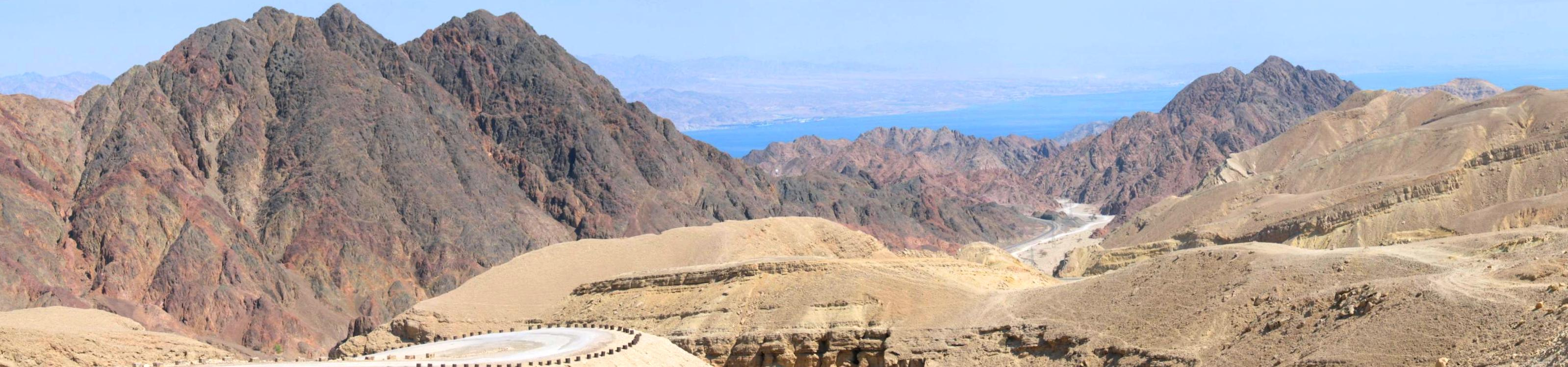
Panorama z drogi nr 12 na góry Ejlatu w kierunku Ejlatu

Droga nr 12 rozpoczyna się na skrzyżowaniu Shizafon z drogą ekspresową nr 40 (Kefar Sawa–Ketura). Skrzyżowanie jest położone wśród gór Negewu na wysokości około 400 metrów n.p.m., przy kibucu Ne’ot Semadar. Z tego miejsca droga kieruje się w kierunku południowo-zachodnim.
Po 15 kilometrach znajduje się skrzyżowanie z lokalną drogą, która prowadzi na południe do bazy lotniczej Owda i wioski Szacharut. Po 1 km jest skrzyżowanie z lokalną drogą, która prowadzi na północny zachód do wojskowej szkoły inżynieryjnej oraz bazy Sił Obronnych Izraela. Po 6 km dojeżdża się do skrzyżowania z lokalną drogą, która łączy bazę lotniczą Owda z tajnymi podziemnymi instalacjami wojskowymi ukrytymi w górach położonych na zachód od drogi. Po kolejnych 2 km dociera się do położonego na południowy zachód od drogi portu lotniczego Owda.
Po minięciu lotniska droga wjeżdża na wysokość ponad 500 metrów n.p.m., i po 8 km dociera do skrzyżowania z lokalną drogą, która prowadzi na północny zachód do bazy wojskowej Sayarim i położonego za nią dużego poligonu. Po kolejnych 7 km droga wjeżdża na wysokość 600 metrów n.p.m. i dojeżdża do skrzyżowania Sayarim z drogą ekspresową nr 10 (Kerem Szalom-Owda).
Następnie droga wykręca na południe i wspina się wśród góry na wysokość ponad 700 metrów n.p.m. Po około 18 km dociera się do skrzyżowania z lokalną drogą, która prowadzi na północny wschód do Parku Narodowego Timna. Można tam zaparkować na krawędzi głębokiego wąwozu, o głębokości 400 metrów.
Natomiast droga nr 12 wykręca łagodnie w kierunku południowo-zachodnim i wspina się na wysokość 800 metrów n.p.m. Zbliża się w tym miejscu w bezpośrednie sąsiedztwo granicy z Egiptem. Następnie droga przejeżdża przez malownicze Góry Ejlatu i po 12 km dociera do przejścia granicznego Netafim.
Dalej droga wykręca w kierunku południowo-zachodnim i zaczyna obniżać się w stronę wybrzeża Morza Czerwonego. Po 8 km dociera do skrzyżowania z lokalną drogą, którą dojeżdża się do położonej na północy bazy wojskowej. Po 1 km dojeżdża się do skrzyżowania z lokalną drogą, którą jadąc na południe dojeżdża się do wjazdu do mijanego po południowej stronie terminalu paliwowego Ejlat (Ejlat-Aszkelon Pipeline Company - EAPC) i portu Ejlat. Terminal składa się z 16 zbiorników stokażowych, posiadających zdolność pomieszczenia 1,2 mln m³ ropy naftowej.
Następnie droga nr 12 dojeżdża do miasta Ejlat. Przed wjazdem do miasta przechodzi w drogę dwupasmową, wykręca w kierunku wschodnim i dociera do ronda z ulicą Derech Harim. Droga mija położone na północy osiedle mieszkaniowe Mitzpe Yam i położone na południu szkołę średnią Ironi Makif Icchak Rabin. Następne rondo jest skrzyżowaniem z ulicą Sederot Sheshet Yamim, za którym droga mija położony na południu Centrum Medyczne Joseftal i dociera do kolejnego ronda z ulicą Sederot Argaman. Zaraz po 50 metrach jest następne rondo z ulicą Shhoret, położone przy szkole Ofir. Następnie droga mija położone na północy osiedle Ofir oraz położone na południu osiedle Bene Beitecha i dociera do ronda z ulicą Elot. Za tym rondem droga wykręca w kierunku południowym wschodnim i dociera do ronda z ulicą Sederot Hativat HaNegew, położonym przy średniej szkole Ironi Makif Goldwater. Po około 0,5 km dociera się do węzła drogowego z drogą ekspresową nr 90 (Taba-Metulla). Na północ od węzła znajduje się port lotniczy Ejlat.